# Rue du Général-Jean-Compans
Pour les articles homonymes, voir Rue Compans et Esplanade Compans-Caffarelli.
La rue du Général-Jean-Compans (en occitan : carrièra del General Joan Compans) est une voie de Toulouse, chef-lieu de la région Occitanie, dans le Midi de la France. 

## Situation et accès

### Description
La rue du Général-Jean-Compans est une voie publique. Elle se trouve dans le quartier de Marengo.
Elle est longue de 436 mètres. Dans sa première partie, longue de 208 mètres et orientée au nord, elle oblique progressivement à l'ouest, jusqu'au carrefour de la rue du Général-Honoré-Gazan. Dans sa deuxième partie, longue de 228 mètres, elle est parallèle au faisceau des voies de chemin de fer de la ligne de Bordeaux à Sète.
La chaussée compte une seule voie de circulation, en sens unique, depuis l'avenue du Cimetière vers le boulevard de Marengo. Elle est définie comme une zone 30 et la vitesse est limitée à 30 km/h. Il n'existe ni bande, ni piste cyclable, quoique la rue soit à double-sens cyclable.

### Voies rencontrées
Le rue du Général-Jean-Compans rencontre les voies suivantes, du sud au nord (« g » indique que la rue se situe à gauche, « d » à droite) :
1. Avenue du Cimetière
2. Rue Marcelin-Berthelot (d)
3. Rue Antoine-Gros (g)
4. Rue Paul-Dupin (d)
5. Impasse de la Colonne (d)
6. Avenue de la Colonne (d)
7. Rue Bertrand-Clauzel (d)
8. Rue du Général-Honoré-Gazan - accès piéton (g)
9. Rue du Général-Jean-Pégot (d)
10. Rue Dalmatie (d)
11. Rue du Dix-Avril (d)
12. Place de l'Ordre-des-Palmes-Académiques (g)
13. Boulevard de Marengo

### Transports
La rue du Général-Jean-Compans se trouve à proximité de la station Marengo – SNCF, sur la ligne de métro , et de la gare de bus où se trouvent le terminus des lignes de Linéo L8L14. Le long des boulevards de Bonrepos et de la Gare se trouvent également les arrêts des lignes de bus 2327.
Il existe une station de vélos en libre-service VélôToulouse : la station no 96 (50 rue du Général-Jean-Compans).

## Odonymie

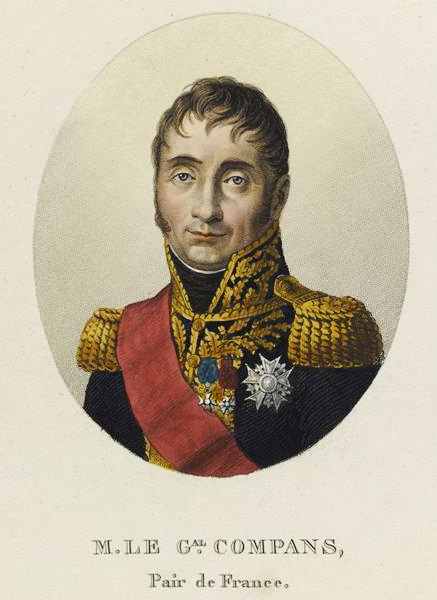
Portrait anonyme de Jean Dominique Compans (1re moitié du XIXe siècle, château de Malmaison).

La rue porte le nom de Jean Dominique Compans (1769-1845), général de la Révolution et du Premier Empire. Il naît dans une famille de notables de Salies-du-Salat, dans le Comminges. Destiné à la cléricature, il est élève au collège de l'Esquile. En 1792, il s'engage dans les bataillons de volontaires de la Haute-Garonne. Il prend part à la guerre du Roussillon, à la campagne d'Italie, puis aux diverses campagnes napoléoniennes. Lors de la Restauration, il se rallie à la monarchie et siège à la chambre des pairs. Il se retire par la suite dans ses châteaux de Castelbiague, près de Salies-du-Salat, et de Blagnac (actuel monastère Sainte-Catherine-de-Sienne, no 60 avenue du Général-Compans), où il meurt en 1845.
La rue du Général-Jean-Compans était au XVIIe siècle, comme l'actuelle rue Saint-Bertrand qui la prolonge au sud, une partie du chemin de Terre-Cabade. Le toponyme de Terre-Cabade (terra cavada, « terre creusée » ou « excavée » en occitan) se trouvait déjà au XVIIe siècle et désignait une partie du coteau ouest de la colline du Calvinet. C'est en 1867, à la suite d'une proposition d'Alphonse Brémond, généalogiste et historien toulousain, que la rue prit le nom du général Jean Compans.

## Patrimoine et lieux d'intérêt

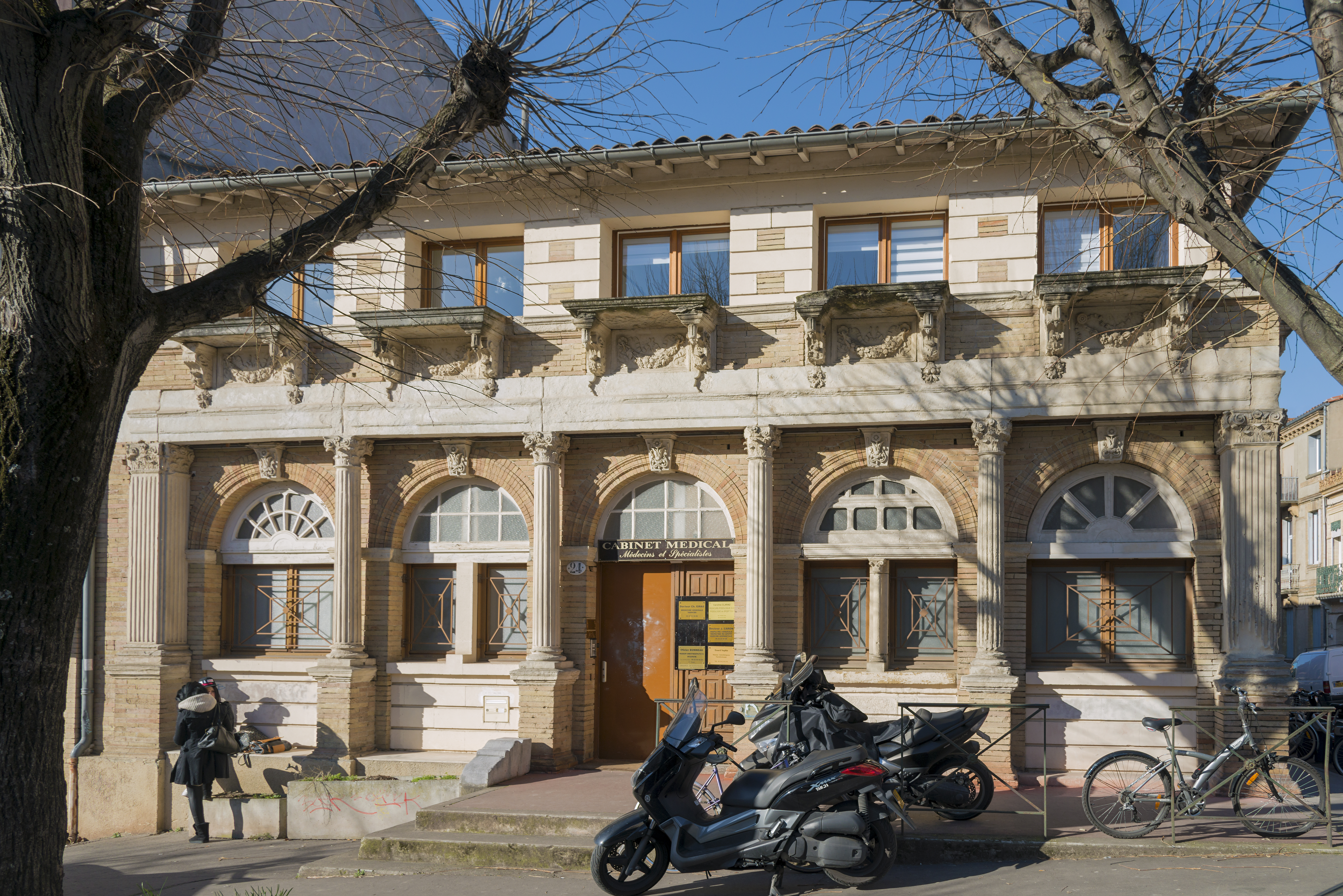
no 1 : maison Vital-Cassagne.

- no  1 : maison Vital-Cassagne.  Inscrit MH (1975, façade et toiture sur rue)[4]. 
La maison est construite en 1875 pour le tailleur de pierre Vital-Cassagne, propriétaire de la parcelle lors du dépôt du permis de construire. La maison se trouve à l'angle de l'avenue du Cimetière (actuel no 24) et se signale par un abondant décor, de style éclectique. Elle est bâtie en brique claire et en pierre. Sur la rue du Général-Jean-Compans, la façade est encadrée de pilastres cannelés et rythmée par les colonnes cannelées à chapiteaux corinthiens qui séparent les larges fenêtres voûtées en plein cintre. Les colonnes et les pilastres soutiennent un entablement surmonté d'un attique interrompu par des panneaux en pierre sculptés de guirlandes et surmontés de larges corniches soutenues par des consoles en pierre[5].

- no  8 : garage.
Le garage est construit entre 1955 et 1958. Le bâtiment, dont l'ossature est en béton, est de style moderne. Il s'élève à l'angle de la rue Marcelin-Berthelot, souligné par l'arrondi de la façade. Le rez-de-chaussée est éclairé par de larges ouvertures rectangulaires. L'angle est surmonté par un auvent en béton et un bandeau continu de pavés de verre. L'étage est percé irrégulièrement de fenêtres rectangulaires. À gauche, la cage d'escalier est éclairée de petites fenêtres carrées[6].